# Кьонигсберг (бронепалубен крайцер)
Вижте пояснителната страница за други значения на Кьонигсберг.
Кьонигсберг (на немски: SMS Königsberg) е бронепалубен крайцер от едноименния тип крайцери на Императорските военноморски сили на Германия. Главен кораб на проекта. Построени са общо 4 кораба от този вид: крайцерите „Нюрнберг“, „Щутгарт“, „Щетин“ и „Кьонигсберг“ (SMS „Nürnberg“, SMS „Stuttgart“, SMS „Königsberg“ и SMS „Stettin“).
Построяването му започва на 12 януари 1905 година и е спуснат на вода на 12 декември 1905 година, в състава на ВМС е въведен през юни 1906 г. Той е въоръжен с десет оръдия калибър 105 мм и развива скорост до 24 възела. Кръстен е в чест на столицата на Източна Прусия, град Кьонигсберг. Скоро след влизането си в строй съпровожда във Великобритания императорската яхта с кайзера на борда.

## Строителство
Бъдещият „Кьонигсберг“ е поръчан в рамките на корабостроителната програма за 1903 – 1904 година под условното име „Ерзац Метеор“. На 12 януари 1905 г. е заложен в императорската корабостроителница в Кил. На 12 декември същата година е спуснат на вода. На 6 април 1907 г. влиза в състава на Флота на откритото море.
Дължината на кораба съставлява 115,3 метра, ширина 13,2 метра, газене – 5,29 метра. Пълната водоизместимост е 3814 тона. Енергетичната установка се състои от две трицилиндрови парни машини с тройно разширение и единадесет парни котли система Шулц-Торникрофт. Като гориво за котлите се използват въглища. Максималната скорост на хода му съставлява 24,1 възела (44,6 км/ч); с далечина на плаване от 5750 морски мили на скорост 12 възела. Екипажът се състои от 322 души: 14 офицера и 308 матроса.
Корабът е въоръжен с десет 105-милиметрови оръдия SK L/40. По две оръдия са разположени на носа и на кърмата, оставащите шест са по три на всеки борд. Максималният ъгъл на повдигане на оръдията съставлява 30°; те имат далечина на стрелбата до 12 200 метра, боекомплектът на оръдие е 150 снаряда. По-късно на крайцера са поставени две 88-милиметрови оръдия. Торпедното въоръжение на крайцера се състои от два 450-милиметрови торпедни апарата с пет резервни торпеда. Дебелината на палубата достига 30 милиметра, на бойната рубка – 100 милиметра.

## История на службата
Скоро след влизането си в строй „Кьонигсберг“ става част от състава на ескорта на императорската яхта „Хоенцолерн“, с която Вилхелм II отива във Великобритания с официална визита. По-късно крайцерът посещава Ирландия и Испания. През 1911 г. „Кьонигсберг“ участва в тържествата по случай коронацията на Джордж V. През юни същата година корабът е изпратен в корабостроителница, където той трябва да премине преоборудване за действие в тропиците.
През 1913 г. германската колония в Източна Африка моли за замяна на стария крайцер „Хейер“, който е стационар в Дар-ес-Салаам. Германското адмиралтейство избира в качеството на замяна „Кьонигсберг“. На 1 април 1914 г. за командир на кораба е назначен фрегатенкапитан Макс Лооф (на немски: Max Looff). След три и половина седмици, на 25 април 1914 г., „Кьонигсберг“ отплава от Кил към Германска Източна Африка, където трябва да прекара следващите две години. Крайцерът пресича Средиземно море, посещавайки испански и италиански портове, преминава Суецкия канал и пристига в Аден. На 6 юни 1914 г. крайцерът пристига в Дар-ес-Салаам, където е възсторжено посрещнат от немските колонисти и туземците, възхитени от външния вид на кораба. Местните жители оценяват мощта на кораба според броя на неговите комини, и за това трите комина на „Кьонигсберг“ им прявят силно впечатление. Африканците веднага дават на крайцера прозвищете „Воинът с трите комина“ (на суахили: Manowari na bomba tatu).
Следващите няколко седмици корабът на Лооф „демонстрира флаг“ в Багамойо, Линди и Танга и провежда артилерийски стрелби. В условията на назряващата в Европа война Лооф получава заповед да се натовари с въглища и да излезе в морето на 31 юли. На излизането от порта крайцерът е прехванат от британските крайцери „Астрея“, „Хайацинт“ и „Пегасус“ (HMS Pegasus), обаче война все още не е обявена, и Лооф успява да отърве от преследването, възползвайки се от преимуществото си в скоростта и лошото време. На 4 август радиостанцията на Дар-ес-Салаам предава на Лооф известие за събитията в Сараево и началото на войната. На 5 август корабът достига Адена. На следващия ден транспортът „Сомалия“, с товар въглища, напуска Дар-ес-Салаам и се насочва към крайцера, избягвайки среща с англичаните (те пристигат в порта на 8 август).

### Първа световна война
С началото на войната командването на Имперските ВМС заповядва на Лооф да атакува британското корабоплаване в района на входа в Червено море. За изпълнението на поставената задача пречи острия дефицит на гориво: британците са изкупили всички въглища в Португалска Източна Африке (днешен Мозамбик) и не пускат от Дар-ес-Салаам въглевоза „Кьониг“, плаващ с товара си за „Кьонигсберг“. Екипажът на крайцера е принуден вече да проверява всеки плавателен съд: отначало те прехващат японски кораб, капитанът на който, като че ли, превозва товара си по заповед на англичаните; след това срещат немските параходи „Цитен“ и „Ханза“, като ги убеждават да не влизат в Суецкия канал. Скоро „Кьонигсберг“ се насочва след немския товарен кораб „Голденфелс“, офицерите на който наскоро са срещнали британски крайцер и май влизат в сговор с англичаните.
На 6 август, близо до брега на Оман, „Кьонигсберг“ прехваща британския съд „Сити оф Уинчестер“, плаващ от Индия с товар въглища. Обискиращата партия долага, че британците карат нискокачествени въглища („Бомбайски боклук“), които са непригодни за котлите на „Кьонигсберг“. Лооф заповядва да се заложит под машината и котлите на кораба взривни заряди и той да се потопи. Артилеристите на крайцера успешно пускат „Сити оф Уинчестер“ на дъното, като се и поупражняват в точна стрелба. На следващия ден, когато на крайцера остават само 14 тона въглища, „Кьонигсберг“ среща „Сомалия“ и претоварва от него 850 тона въглища, след което се насчова към Мадагаскар. Пристигайки на мястото, „Кьонигсберг“ не открива нито британски, нито френски съдове. На 23 август крайцерът отново приема от „Сомалия“ въглища, запасите от които вече са достатъчни, в крайна сметка, поне за четири дена крайцерстване.
Междувременно британска ескадра обстрелва Дар-ес-Салаам и разрушава германската радиостанция. Капитанът на „Сомалия“, който добре познава местните води, предлага на Лооф да скрие крайцера в делтата на река Руфиджи. Преди войната капитанът участва в картографска експедиция, в хода на която неочаквано става ясно, че водите на Руфиджи са доста дълбоки. Флотът оценява знанията на капитана и той е зачислен на служба и назначен за лоцман на „Кьонигсберг“. На 3 септември 1914 г., по време на прилива крайцерът влиза в устието и започва да се изкачва нагоре по течението на реката. На бреговете на реката са организирани съединени с телеграфни линии наблюдателници, в задачата на които влиза незабавно да съобщят за приближаване на британци.
На 19 септември 1914 г. постъпва съобщение, че в залива на Занзибар се намира двукоминен кораб. Лооф предполага, че този кораб може да бъде един от британските крйацери: „Астрея“ или „Пегасус“ (това всъщност е той). Британският крайцер влиза в порта защото се нуждае от ремонт на машините. „Кьонигсберг“ вече е зареден с гориво, взето от транспорти пристигнали от Дар-ес-Салаам, и Лооф решава да действа незабавно. Заедно с прилива наобяд крайцерът напуска делтата и се насочва на север към Занзибар. На разсъмване на следващия ден „Кьонигсберг“ внезапно се появява в порта на Занзибар и в течение на 20 минути със залпове обстрелва неподвижният „Пегасус“. Британският крайцер е ударен с около двеста снаряда и той започва да потъва, 31 души от екипажа му загиват и 55 са ранени. На излизането си от залива „Кьонигсберг“ обстрелва стражевия кораб „Хелмут“, поврежда машината му, и разрушава местната радиостанция.

#### Битката в Руфиджи
Командирът на „Кьонигсберг“ има намерение да атакува вражеското корабоплаване близо до бреговете на Южна Африка, разчитайки да събере запас въглища, които да са достатъчни за завръщането на кораба в Германия. Плановете на Лооф са объркани от плачевното състояние на котлите на крйацера, които интензивно се експлоатират в условията на недостатъчна поддръжка. „Кьонигсберг“ се връща в делтата на Руфиджи и пристига в град Салеле, където корабът е пребоядисан в защитен цвят. На брега са организирани усилени с войници и полева артилерия опорни точки, подсигурени с телеграфни линии и мрежа от наблюдатели. Инженерната команда започва да разглобява повредените котли, а Лооф издава заповед те да бъдат транспортирани до Дар-ес-Салаам (на 160 км от Салеле) с каруци. За по-голяма защита на кораба в делтата на реката са поставени морски мини.
Междувременно британците усилват своите патрули и изпращат по-голямата част от своите сили в Източна Африка в издирването на „Кьонигсберг“. Група кораби, под командването на капитан Сидни Дрюри-Лоу, получава задание да намери и унищожи немския крайцер. На 19 октомври крайцерът „Чатам“ среща немския съд „Президент“ близо до Линди, и англичаните обискират кораба. Те успяват да намерят документи, съгласно които екипажът на транспорта е предал запаси от въглища на „Кьонигсберг“ и „Сомалия“, скриващи се в делтата на Руфиджи. Група кораби, в състав крайцерите „Чатам“, „Дартмут“ и „Уеймът“, блокират делтата, отрязвайки на германския крайцер пътя за отстъпление.
Защитата на „Кьонигсберг“ е осигурена от дълбоките мангрови блата, които го защитават от британските снаряди и променят траекторията на техния полет. Впрочем, британците не се отказват от намеренията си да потопят кораба: въглевоза „Нюбридж“ е специално потопен и се превръща в огромна подводна преграда за немския крайцер. Опитите на немците да попречат на британците да осъществят своя план не се увенчават с успех. Макар немците да могат да се опитат да излязат и по някой от другите речни канали, където те са заложили фалшиви морски мини. Капитан Лооф обаче решава, че не е възможно да се измъкне по друг път, и решава просто да се оттегли колкото е възможно по-нагоре по реката, за да обърка британците, чакайки тяхното оттегляне. Той разчита и да ангажира със себе си колкото е въможно повече британски кораби, което би отслабило силите на англичаните.
Пилотът от Южна Африка на име Денис Катлер е приет в състава на КВМС на Великобритания и предоставя хидросамолет собствена конструкция за ползване от войските на Британската империя. В състава на КВМС той към този момент достига званието лейтенант, и на 15 ноември 1914 г. получава разрешение да извърши излитане от борда на крайцера „Чатам“. Катлер полита на 19 ноември за разузнаване на делтата и издирване на немския съд. Основавайки се на данните, получени от Катлер, британците изпращат два бомбардировача „Сопуич“ и три разузнавателни самолета „Шорт“: първите трябва да съвместяват разузнаването с бомбардировка (ако това е възможно), вторите трябва да успеят да фотографират крайцера от всички възможни ракурси, въпреки жегата и немския обстрел.
През ноември британците поставят на стария броненосец „Голиат“ (HMS Goliath) 12-дюймови оръдия, с които разчитат да потопят немския бронепалубен крайцер, но силното люлеене им пречи даже да се прицелят и да се приближат на нужната дистанция. През декември оберст-лейтенант (подполковник) Паул фон Летов-Форбек моли членовете на екипажа на „Кьонигсберг“ да напуснат крайцера и да слязат на сушата, за да се намалят разходването на припаси и да отвлекат британските колониални сили. На кораба остават едва 220 души, но това не е достатъчно за пълен контрол над кораба и евентуално пробиване на път към морето. На 23 декември няколко британски кораба рискуват да приближат делтата и да обстрелят „Сомалия“, обаче след ответния огън на немците се оттеглят.
Условията на живот се влошават от ден на ден: запасите от продоволствия, въоръжения, въглища и медикаменти са на изчерпване, британците не позволяват на кораба да се измъкне на свобода, а по-голямата част от моряците заболява от малария и други тропически болести. Отрязани от останалия свят, моряците постепенно изпадат в униние. Надеждата за завръщане в Атлантика се появява след като немците пленяват британския съд „Рубенс“. Лооф предлага хитър план за бягство.
Немците, използвайки оставащото им оборудване, пребоядисват пленения кораб, официално, в документите, му присвояват името „Кронборг“, поставят датски вимпели и подбират команда от немски моряци, които владеят датски език. След успешното измъкване в морето, корабът се натъква на британския крайцер „Хайацинт“, плава до залива Манза и е потопен след кратка схватка. Макар британците да изгарят кораба, по-голямата част от товара е спасен от немците и е превозена с влак или с носилчици обратно на кораба.
През април 1915 г. британското Адмиралтейство утвърждава плана на Дрюри-Лоу за ликвидиране на немския кораб, който е съставен още през ноември. Съгласно този план, корабът се предполага да бъде потопен само с използването на монитори. Два такива монитора, „Мърси“ (HMS Mersey) и „Северн“ (HMS Severn), носещи 6-дюймови оръдия, са изпратени от Британия към Източна Африка. На 6 юли 1915 г. двата монитора се срещат близо до крайбрежиеето и влизат в устието на реката, независимо от насрещния немски огън. На разстояние примерно 9100 м те спират: от това разстояние те могат безпрепятствено да обстрелват немците без опасност да получат ответен удар. Към операцията е привлечена и авиация. Независимо от тези действия, „Кьонигсберг“ успешно се отбранява в течение на три часа и принуждава англичаните да отстъпят.
На 11 юли, след ремонт, англичаните се връщат и продължават борбата с упорития крайцер. Двата монитора организират петчасов обстрел, който става фатален за немците. Към 13:30 „Кьонигсберг“ е толкова повреден, че в строй има само две оръдия, а боеприпасите са за по два изстрела на всяко. Един от тези снаряди е шрапнелен. Немските моряци, преди да се разделят с живота си и с крайцера, стрелят с шрапнелния снаряд по британски самолет, и той рухва в реката много близо до крайцера. Взривът води до пожар на палубата, и Лооф, който няма дори драскотина, заповядва да се отворят кингстоните. В отделението за боеприпаси детонират две торпеда, и корабът поема към дъното. Немските моряци даже в този момент крещят в поддръжка на Кайзера и Германия и обсипват с проклятия англичаните. Към 14:00 корабът потъва, без да спусне своя флаг.
Жертви на английския обстрел стават 33 немски моряка. Оставащите живи 188 немци на следващия ден провеждат погребение на загиналите. Около тяхната братска могила е поставена табела с надпис „Beim Untergang S.M.S. Königsberg am 11.7.15 gefallen…“ (на немски: На падналите по време на крушението на КНВ „Кьонигсберг“ на 11 юли 1915 г.), на която са изброени имената на всички загинали. Въоръжението и цялото главно оборудване успешно е свалено от кораба, и отрядът немци, под командването на оберст-лейтенанта Пол фон Летов-Форбек, потегля на Изток, продължавайки войнава вече на сушата. За храбростта, проявена в боевете, Макс Лооф получава званието капитан цур зее (капитан 1-ви ранг) и според табелата за ранговете де юре става командващ, макар и да се подчинява непосредствено на фон Летов-Форбек.
Оръдия от крайцера са поставени на колесни лафети и стават най-тежката артилерия на немските войски в Африка. Някои от тях са поставени на ферибота „Хьотцен“, някои са разположени в укрепления. Оцелелите моряци формират т. нар. „Кьонигсбергски отряд“, който капитулира на 26 ноември 1917 г. и е интерниран в Британски Египет. През 1919 г. те се връщат в Германия и вземат участие в паметните мероприятия, посветени на бронепалубния крайцер „Кьонигсберг“, близо до Бранденбургската врата. Самият кораб е изваден от дъното едва след Втората световна война, през 1963 г., и в периода 1963 – 1965 г. е утилизиран за скрап.
През 1916 година Германия построява нов лек крайцер със същото име в чест на изоставения кораб.
Новият крайцер „Кьонигсберг“ е пуснат в експлоатация през 1929 година и участва във Втората световна война при инвазията на Германия в Норвегия.

## Коментари
1. ↑  Всички данни са към момента на влизането в строй.
2. ↑  Префиксът „SMS“ е от на немски: Seiner Majestat Schiff (Кораб на Негово Величество).
3. ↑  Според немската класификация те се обозначават като малки крайцери (на немски: Kleiner Kreuzer).
4. ↑  Германските кораби при началото на тяхното строителство получават временни имена. За новите кораби се избират букви. Тези кораби, които трябва да заменят стари или загубени кораби получават приставката „Ерзац“ пред името на заменяемия кораб.
5. ↑  Съгласно номенклатурата на артилерията на флота на Германската империя „SK“ (Schnelladekanone) означава „скорострелно оръдие“, а L/40 означава сравнителната дължина на оръдието в калибри. В дадения случай L/40 означава, че дължината на оръдието съставлява 40 негови калибра (105 × 40).
6. ↑  На 10 декември 1914 г. неговият самолет все пак е свален от немците, които го обстрелват с пехотни винтовки, и Катлер попада в плен.